# به‌خاطر تو (ترانه کلی کلارکسون)
«به خاطر تو» (به انگلیسی: Because of You) تک‌آهنگی از کلی کلارکسون است که در ۱۶ اوت ۲۰۰۵ منتشر شد.
این تک‌آهنگ در چارت‌های ، سوئیس در رتبه اول و در چارت‌های ، ایرلند، نروژ، استرالیا، آلمان، فلاندرز، اتریش، بریتانیا، جزو ده ترانه اول قرار گرفت.